# Eufronije
Eufronije (oko 535. - iza 470. pr. Kr.) bio je starogrčki slikar vaza i keramičar, koji je živio i radio u Atebni krajem 6. i početkom 5. st. pr. Kr. Kao član tzv. "Pionirske skupine," Eufronije je bio jedan od najvažnijih predstavnika tehnike crvenih figura. Djela mu predstavljaju tranziciju između kasne arhajske i rane klasične umjetnosti. 

## Vanjske poveznice
- Works by Euphronios in the Louvre
- Works by Euphronios in the Getty Museum
- Links to works by Euphronios online